# الدوري الإنجليزي الممتاز 2004–05
الدوري الإنجليزي الممتاز 2004–05 (بالإنجليزية: FA Premier League 2004–05)‏ هو الموسم الثالث عشر للدوري الإنجليزي الممتاز في مسماه الجديد. انطلق في 14 غشت 2004 واختتم في 15 مايو 2005 بتتويج نادي تشيلسي الذي حصد 95 نقطة (رقم قياسي في حينه)، محققا لقبه الثاني بعد خمسين سنة من الغياب عن منصة التتويج بالدوري. في حين حصل الغزال الأسمر تيري هنري مهاجم الجانرز على جائزة هداف الدوري الإنجليزي الممتاز للمرة الثانية تواليا والثالثة في آخر أربعة مواسم

## عن الدوري
قبل انطلاق الموسم الثالث عشر من الدوري الإنجليزي الممتاز أو دوري باركليز الممتاز (المسمى التسويقي للدوري) كانت جل الترشيحات تصب في صالح فريقي أرسنال ومانشستر يونايتد. إلا أن تشيلسي استطاع أن يرفع التحدي ويفوز باللقب الغالي بعد نصف قرن من الانتظار (أول لقب للنادي كان موسم 1954-55 بمسماه القديم دوري كرة القدم الإنجليزية).

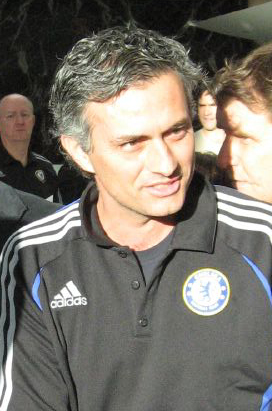
جوزيه مورينيو صانع أمجاد تشيلسي

فأرسنال المرشح الأبرز حامل اللقب في النسختين الأخيرتين بقيادة المدرب الفرنسي أرسين فينغر؛ والذي استطاع تحقيق آخر ألقابه موسم 2003-04 بسجل خال من الهزائم مسجلا رقما قياسيا فريدا في تاريخ البريمييرليغ، مؤازرا بكوكبة من النجوم في مقدمتهم لاعبه الأسطوري تييري هنري الفائز بالحذاء الذهبي الأوروبي 2004 وهداف الدوري الإنجليزي الممتاز موسمي 2001-02 و2003-04. وكذا مانشستر يونايتد المرشح فوق العادة في حقبة المدرب الأسكتلندي المخضرم السير أليكس فيرغسون بنجومه الكبار يتقدمهم القناص رود فان نستلروي والأسطورة كريستيانو رونالدو في بداياته والفتى الذهبي واين روني، بالإضافة إلى بقية الأساطير في مختلف المراكز بدءا بالأخوين غاري وفيل نيفيل والصخرة ريو فرديناند وجون أوشيا وريان غيغز وروي كين وبول سكولز وآخرون.
رئيس نادي تشيلسي الروسي رومان أبراموفيتش تعاقد مع المدرب الظاهرة آنذاك البرتغالي جوزي مورينيو الفائز بدوري أبطال أوروبا 2004 مع نادي بورتو البرتغالي، وأنفق بسخاء لتعزيز صفوف النادي للمنافسة بجدية على اللقب المتمنع حينها. فانضم في صيف 2004 الإيفواري ديديي دروغبا قادما من مارسيليا ليصبح بعد ذلك واحدا من أساطير النادي والبريمييرليغ، والتشيكي بيتر تشيك قادما من نادي رين، وتعاقد النادي مع الجناح الطائر الهولندي أريين روبين قادما من إندهوفن، ومع الثلاثي البرتغالي ريكاردو كارفايو وباولو فيريرا  ونونو مورايس. ومع توفر النادي على لاعبين متميزين أمثال جون تيري وفرانك لامبارد وكلود ماكيليلي ووليام غالاس وجو كول وغيرهم عمل مورينيو على تطبيق أفكاره الخططية الجانحة إلى التكتل الدفاعي وممارسة الضغط القوي في وسط الميدان والاعتماد على التسلل من الأجنحة والمرتدات السريعة، ليتحول تشيلسي مورينيو إلى فريق صلب يصعب التسجيل في مرماه، بله هزيمته. ولتبدأ حقبة جديدة في الدوري الإنجليزي الممتاز عنوانها الأبرز الظاهرة مورينيو يسحب البساط من فينغر وفرغسون.
في نهاية المطاف وبعد موسم صعب لكل المتنافسين تمكن تشيلسي من كسب اللقب حاصدا  95 نقطة؛ ومحققا رقما قياسيا في عدد النقاط المحصل عليها في موسم إلى حينه (تمكن مانشستر سيتي من تجاوز هذا الرقم موسم 2018-18).

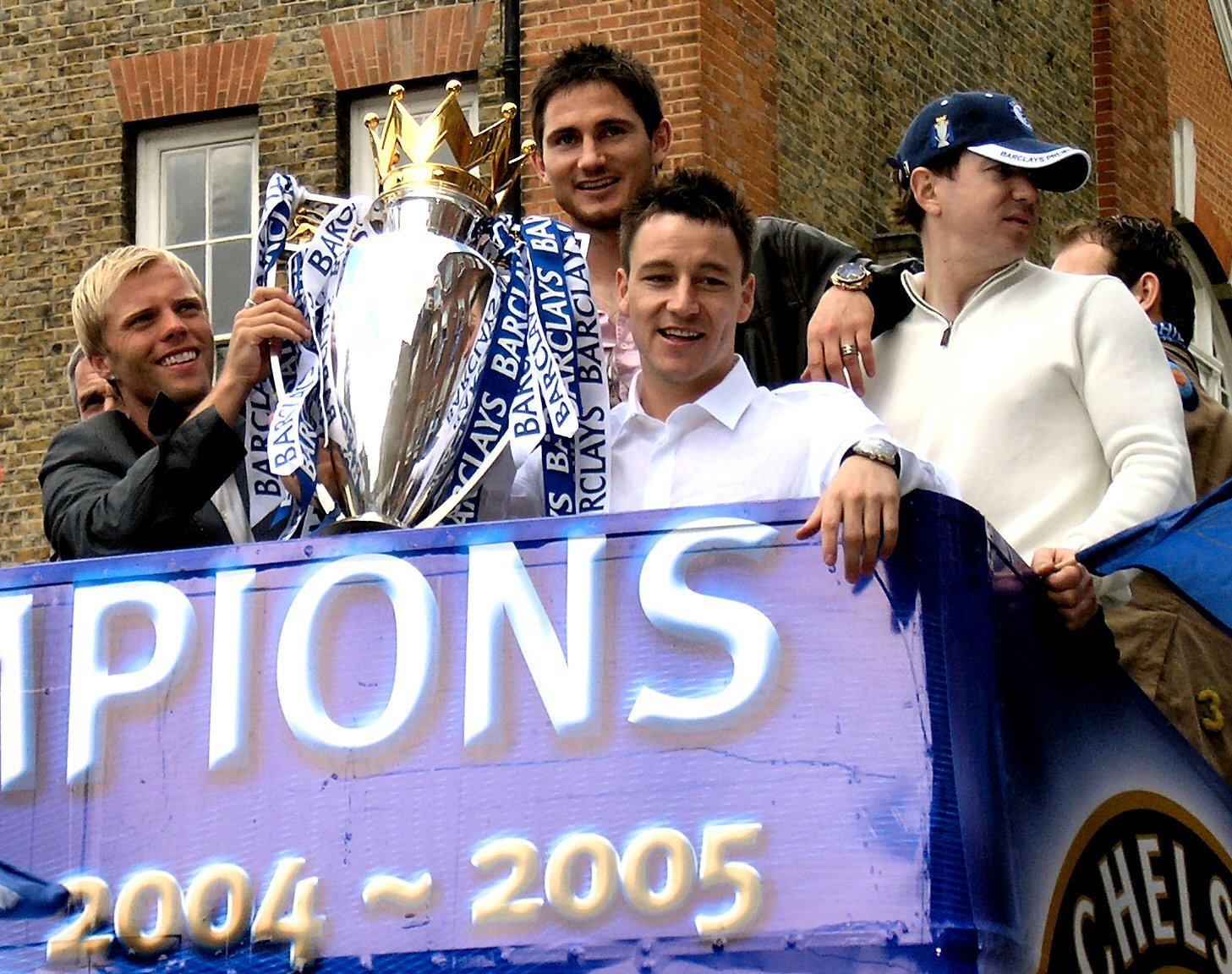
عميد فريق تشيلسي جون تييري إلى جانبه غوديونسن وخلفهما لامبارد يحتفلون باللقب الثمين

وقد تأهل تشيلسي وأرسنال ومانشستر يونايتد وإيفرتون وليفربول (باعتباره حامل اللقب الأوروبي) إلى دوري أبطال أوروبا 2005–06، وتأهل بولتون واندررز وميدلزبره إلى كأس الاتحاد الأوروبي 2005–06، بينما تأهل نيوكاسل يونايتد إلى كأس إنترتوتو 2005.
ولم يعرف من سيهبط إلى دوري البطولة الإنجليزية حتى الجولة الأخيرة، إذ استطاع ويست بروميتش ألبيون صاحب الصف الأخير من تحقيق فوز شاق في آخر جولة ويضمن البقاء في الدوري الإنجليزي الممتاز، في حين هبط ساوثهامبتون ونورويتش سيتي وكريستال بالاس إلى دوري البطولة الإنجليزية 2005–06.
وفي بقية الأرقام والإحصائيات المميزة كان أرسنال هو صاحب أقوى خط هجوم في البطولة، حيث سَجَّلَ لاعبوه 87 هدفًا، بينما كان تشيلسي هو صاحب أقوى خط دفاع في البطولة، حيث استقبلت شباكه 15 هدفًا.
وتصدر تييري هنري قائمة هدَّافي البطولة مسجلا 25 هدفا، في حين نال جون تيري مدافع تشيلسي جائزة أحسن لاعب بالموسم.

## الفرق المشاركة
| النادي                  | المدينة           | الملعب             | ترتيب الموسم السابق |
| ----------------------- | ----------------- | ------------------ | ------------------- |
| أرسنال                  | لندن              | ملعب أرسنال        | 1º                  |
| أستون فيلا              | برمنغهام          | ملعب فيلا بارك     | 6º                  |
| برمنغهام سيتي           | برمنغهام          | ملعب سانت أندراوس  | 10º                 |
| بلاكبيرن روفرز          | بلاكبرن           | إيوود بارك         | 15º                 |
| بولتون واندرز           | بولتون            | ملعب ماكرون        | 8º                  |
| تشارلتون أتلتيك         | تشارلتون          | فالي               | 7º                  |
| كريستال بالاس           | لندن              | سيلهرست بارك       | صاعد                |
| تشيلسي                  | لندن              | ستامفورد بريدج     | 2º                  |
| إيفرتون                 | ليفربول           | غوديسون بارك       | 17º                 |
| فولهام                  | لندن              | كرافن كوتيج        | 9º                  |
| ليفربول                 | ليفربول           | ملعب أنفيلد        | 4º                  |
| مانشستر سيتي            | مانشستر           | ملعب مدينة مانشستر | 16º                 |
| مانشستر يونايتد         | مانشستر           | ملعب أولد ترافورد  | 3º                  |
| ميدلزبره                | ميدلزبرة          | ملعب ريفرسايد      | 11º                 |
| نيوكاسل يونايتد         | نيوكاسل أبون تاين | سانت جيمس بارك     | 5º                  |
| نورويتش سيتي            | نورتش             | ملعب كارو رود      | صاعد                |
| بورتسموث                | بورتسموث          | فراتون بارك        | 13º                 |
| ساوتهامبتون             | ساوثهامبتون       | ملعب ساينت ماري    | 12º                 |
| توتنهام هوتسبير         | لندن              | وايت هارت لين      | 14º                 |
| نادي وست بروميتش ألبيون | وست بروميتش       | هاوثورنس           | صاعد                |

## الترتيب النهائي
1. = المركز ; لعب = المباريات الملعوبة; فاز = عدد مباريات الفوز; تعادل = عدد مباريات التعادل; خسر = عدد مباريات الخسارة; له = الأهداف التي سجلها; عليه = الأهداف التي استقبلها; +/- = فارق الأهداف; النقاط = النقاط

1. على الرغم من أنه أخفق في التأهل إلى دوري أبطال أوروبا بصفته أحد أفضل أربعة فرق إنجليزية في نهاية الموسم، ليفربول كان له الحظ الأوفر للمنافسة بصفته حامل اللقب في المنافسة الأوروبية، وقد تم إجباره على اللعب في الجولة الأولى من مرحلة التصفيات في دوري أبطال أوروبا 2005-06.
2. الفريق الذي في المركز الخامس (ليفربول) كان قد تم نقله إلى دوري أبطال أوروبا 2005-06  في حين أن الفريقين المحتلين للمركزين السادس والسابع قد تم مكافأتها بالمشاركة في  كاس الاتحاد الأوروبي 2005-06
| الفائز بالدوري الإنجليزي الممتاز للموسم 2004/2005 |
| ------------------------------------------------- |
| تشيلسي للمرة الثانية                              |

## إحصائيات الموسم
| مجموع الأهداف:                    | 975  |
| معدل الأهداف في المباراة الواحدة: | 2.56 |

## هدافي الموسم
| اللاعب              | الأهداف | الفريق          |
| ------------------- | ------- | --------------- |
| تيري هنري           | 25      | أرسنال          |
| أندرو جونسون        | 21      | كريستال بالاس   |
| روبير بيريز         | 14      | أرسنال          |
| جيرمن ديفو          | 13      | توتنهام هوتسبير |
| جيمي فلويد هاسلبانك | 13      | ميدلزبره        |
| فرانك لامبارد       | 13      | تشيلسي          |
| أيغبيني هاكوبو      | 13      | بورتسموث        |
| تيم كاهيل           | 12      | إيفرتون         |
| بيتر كراوتش         | 12      | ساوث هامبتون    |
| أيور جونسون         | 12      | تشيلسي          |